# Fyrduksflagga
Fyrduksflagga är en svensk flagga i storleken 360 × 180 cm. Om den är treuddig och har stora riksvapnet i mitten, kallas den Kungliga flaggan. Flaggning med Kungliga flaggan visar att regenten är i landet och utför sina plikter. Kunglig flagga får endast användas av kungahuset och Sveriges försvarsmakt.